# 伤追之人
伤追之人（日语：傷追い人）是一部日本漫畫，由小池一夫所繪，在1982年开始连载，英文版由ComicsOne出版，共九卷。该作主要讲述的是一个拥有悲惨故事的男人的事情。之后Toshio Takeuchi等人根据该作改编了五集OVA动画。制作公司是Madhouse和Magic Bus。

## 剧情介绍
有一个男子在为了给恋人复仇的时候遇到了很多帮助他的人，但是这些人很多都遇到了危险……